# 山口県道295号萩城趾線
山口県道295号萩城趾線（やまぐちけんどう295ごう はぎじょうしせん）は、山口県萩市を通る一般県道である。

## 概要
萩市大字堀内の萩城跡から萩市大字平安古町（ひやこまち）の国道191号交点に至る。山口県および中国地方の近世城郭の跡に通じる唯一の県道である。

### 路線データ
- 起点：萩市大字堀内
- 終点：萩市大字平安古町（県立萩美術館・浦上記念館前交差点、国道191号交点）

## 歴史
- 1958年（昭和33年）10月1日 - 山口県告示第644号の2により認定される。
- 1972年（昭和47年）頃 - 現行の県道番号に変更される。

## 地理

### 通過する自治体
- 萩市

### 交差する道路
| 交差する道路 | 交差する場所               | 交差する場所                            |
| ------------ | -------------------------- | --------------------------------------- |
| 国道191号    | 大字平安古町（ひやこまち） | 県立萩美術館・浦上記念館前交差点 / 終点 |

### 沿線
主要施設
- 萩史料館
- 山口県立萩高等学校
- 萩博物館
- 石井茶碗美術館
- 萩市民球場
- 山口県立萩商工高等学校
- 萩光塩学院高等学校

名所・旧跡・観光地
- 萩城跡（指月公園）
- 萩キリシタン殉教者記念公園
- 旧厚狭毛利家萩屋敷長屋
- 萩城御成道 - 萩城主・毛利氏が参勤交代の際通った道。一部が本路線になっている。
- 天樹院墓所 - 毛利輝元墓所。
- 菊ヶ浜海水浴場
- 旧福原家萩屋敷門
- 口羽家住宅
- 鍵曲
- 旧二宮家長屋門
- 旧梨羽家書院
- 問田益田氏旧宅土塀
- 萩学校教員室（山口県立萩高等学校敷地に移築）
- 旧周布家長屋門
- 旧益田家物見矢倉
- 田中義一銅像
- 萩城外堀跡
- 高杉晋作旧宅（生誕地）
- 菊屋家住宅
- 木戸孝允旧宅
- 青木周弼旧宅
- 田町商店街
- 明倫館跡（萩市立明倫小学校敷地）
- 常念寺 - 表門には聚楽第からの移築伝承がある。
- 野山獄跡 - 海外密航に失敗した吉田松陰が投獄されたところ。
- 岩倉獄跡